# Anja Wyss
Anja Wyss, född den 17 oktober 2004, är en schweizisk innebandysspelare som spelar för svenska Endre IF och schweiziska damlandslaget.
Anja Wyss har med det schweiziska landslaget tagit ett brons i World Games år 2025.